# Avledning
Avledning kallas en form av ordbildning där ett tilläggsmorfem, som inte kan fungera som ett självständigt ord, tillfogas ett befintligt ord (som då kallas rotmorfem). 
De morfem som tillfogas kallas avledningsmorfem. Avledningsmorfem som står till vänster om rotmorfemet kallas prefix och de som står till höger kallas suffix. Exempel: ordet ovänlighet har bildats genom att rotmorfemet vän tillfogats prefixet o- och suffixen -lig och -het. 
Avledningsprefixen förändrar betydelsen hos orden, men inte ordklasstillhörighet. När det gäller avledningssuffixen kan det nya ordet komma att tillhöra en annan ordklass eller få en annan betydelse än vad ordet hade innan tillägget. Gemensamt för alla avledningsmorfem är däremot att de inte har någon eller i vart fall en svag självständig betydelse. 
När man med tillsättande av suffix får fram en ordform som anses vara en annan grammatisk form av det ursprungliga ordet, kallas det i stället böjning.
Exempel på avledning:
- svamp-ig
- be-bo
- vattn-a

Exempel på böjning:
- svamp-ar
- bo-r
- vattn-et

En del avledda ord kan inte böjas. Exempel: börja-n och längta-n.
Morfem som är avledningsuffix kan oftast inte vara självständiga ord. Ibland kan ljud och skrift sammanfalla. Då utgår man från ordets betydelse i det enskilda fallet.    
Exempel på avledning:
- dyrbar
- ungdom
- kärlek

Exempel på sammasättning, då orden bar, dom och lek faktiskt har egen betydelse i de här fallen och kan stå självständiga:
- cocktailbar
- livstidsdom
- tjäderlek

Ibland är gränsen mellan avledning och böjning inte helt klar. Det brukar sägas att det alltid är avledning när produkten tillhör av ny ordklass. Studerar vi då böjningskategorin kasus hos substantiven ser vi att många kasus i andra språk motsvarar prepositionsfraser i svenskan. Eftersom prepositionsfraser som satsdelar tillhör adverbialen väcks då frågan om inte slutprodukterna i själva verket kan anses vara adverb. I så fall har vi hamnat i en ny ordklass och formerna kan sägas vara avledningar. En annan fråga är verbens participformer, vilka traditionellt anses ingå i verbens böjning, men som syntaktiskt fungerar som adjektivattribut, predikatsfyllnad och adverbial, satsdelar som tillhör adjektivens domäner.
En del avledningsmorfem är produktiva, dvs. används än idag då vi skapar nya ord, t.ex. blogg-a och twittr-are, medan andra är improduktiva, t.ex. barn-dom, kär-lek och vörd-nad.

## Kortavledningar
Ibland bildas nya ord genom att en del av ett ord plockas bort. Sådana kortavledningar bildas ofta i svenskan genom att verb fråntas den avslutande bokstaven "a", och på så sätt görs till substantiv. Det gäller till exempel brak (av braka). Det är emellertid inte alltid lätt att säga om ett substantiv är bildat av motsvarande verb, eller om förhållandet är det motsatta.